# Bahrendorf
Bahrendorf est une ancienne municipalité de Saxe-Anhalt (Allemagne) qui fait aujourd'hui partie depuis 2001 de la communauté de communes de Sülzetal dans l'arrondissement de la Börde et la Magdeburger Börde (plaine de Magdebourg). Elle se trouve à seize kilomètres au sud de Magdebourg. Sa population était de 731 habitants en 2006.

## Histoire
Le lieu a été mentionné en 1145, comme possession de l'abbaye bénédictine Saint-Jean-Baptiste auf dem Berge, près de Magdebourg. Son nom était Bardenthorp (d'après le nom de baptême, Bardo, d'un homme libre). L'église Saint-Étienne est construite en 1300.
Bahrendorf est saccagé pendant la guerre de Trente Ans et le village est totalement vidé de sa population entre 1636 et 1647. Une fabrique de sucre (fermée en 1918) et des moulins font vivre une grande partie des villageois au XIXe siècle. L'église catholique Sainte-Marie date de 1876, car le village commence à accueillir des ouvriers catholiques venus de l'Eichsfeld.

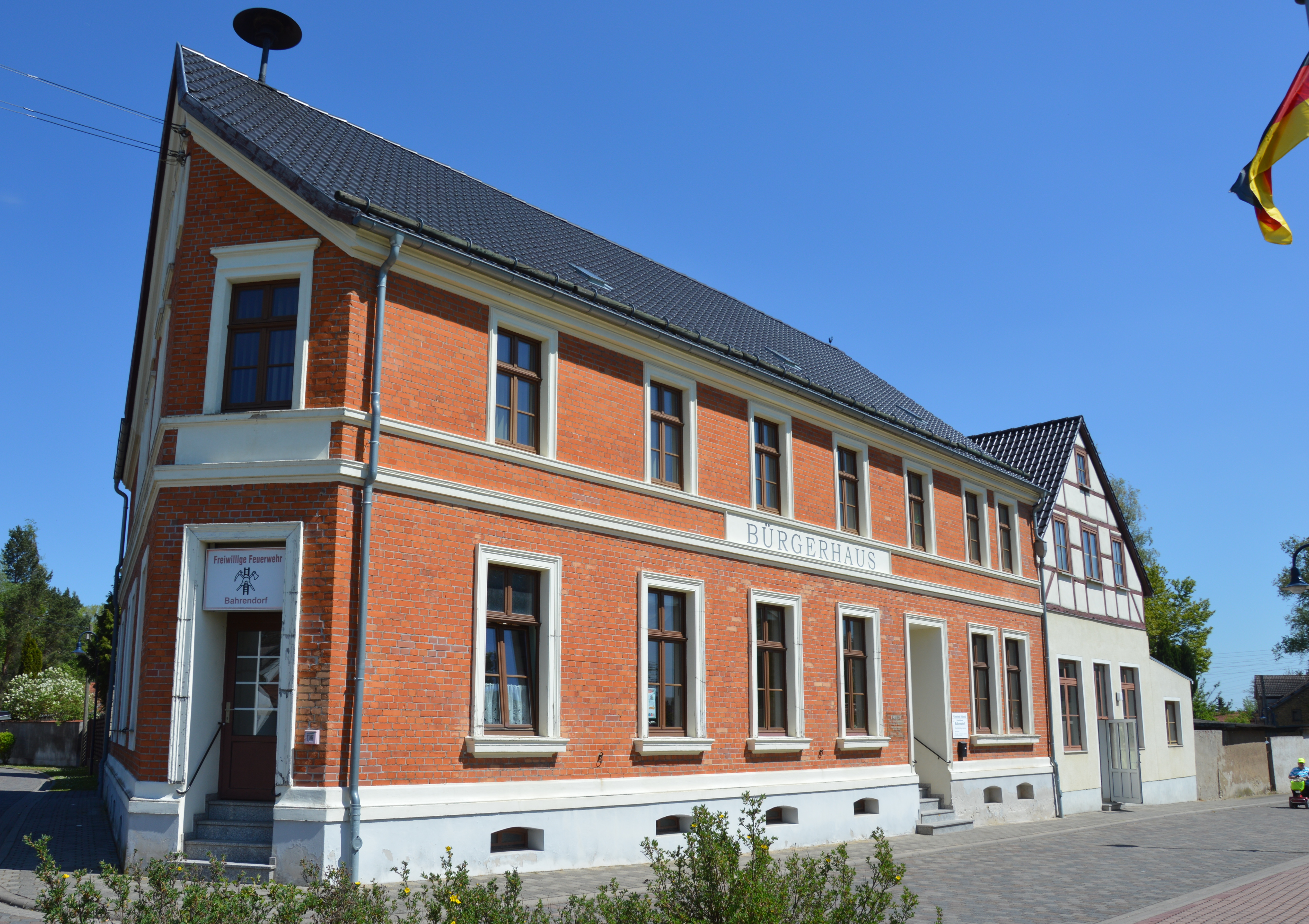
Centre communautaire

## Architecture
- Château de Bahrendorf, construit par Paul Schultze-Naumburg au début du XXe siècle.